# 七昇亭花山文
七昇亭 花山文（しちしょうてい かざぶん）は、落語家の名跡。現在は空き名跡となっている。
- 初代七昇亭花山文（生没年不詳） - 本名、享年不詳。前身は錺屋の職人で「かざりや（錺屋）の文さん」と言われた人物。2代目三笑亭可楽の門弟で三笑亭から七昇亭花山文と名乗った。
- 2代目七昇亭花山文 - （生没年不詳）は、本名、享年不詳。天保から明治初年頃の人物、俗称を鎌太郎。桃寿庵清翁坊で滝太郎。1846年ごろに2代目三笑亭可楽の門下で兄弟子の2代目七昇亭花山文を名乗った。また金原亭馬生系の馬派の弟子で山亭馬久二を名乗ったこともあるという。弟子に七昇亭花橘、七昇亭花玉らがいる。
- 3代目七昇亭花山文 - （1827年（逆算） - 1882年2月）本名、享年不詳。初代柳亭燕路の弟子で路好、1874年ごろに春風亭枝丸から3代目七昇亭花山文を襲名。
- 4代目七昇亭花山文 - 後の2代目三遊亭萬橘。
- 5代目七昇亭花山文 - 本項にて記述。

5代目 七昇亭 花山文（1854年8月 - 1914年1月14日）は、本名、美名本七郎。

## 経歴
- 明治10年代初め3代目春風亭柳枝の弟子で鶯枝から春風柳左衛門。
- 柳枝没後明治30年代末に4代目柳亭左楽の門弟で5代目七昇亭花山文を襲名。

## 人物
大声詩吟や鳥の真似、甚句などを得意とした。実の子が剣舞師の源一馬。後年一線を退き一馬の剣舞に併せて詩吟を歌っていた。
明治末には詩吟、都々逸、大津絵節などの音曲中心にSPレコードを残している。